# Anthrax varius
Anthrax varius är en tvåvingeart som beskrevs av Fabricius 1794. Anthrax varius ingår i släktet Anthrax och familjen svävflugor. Arten är reproducerande i Sverige. Inga underarter finns listade i Catalogue of Life.